# Wuzhi (meteoryt)
Wuzhi (inna nazwa: Wushe) – meteoryt kamienny, spadły 25 czerwca 1931 roku w chińskiej prowincji  Henan. 